# Aeroporto di Galway
L'Aeroporto di Galway (in gaelico: Gaillimh na Aerphort) (ICAO : EICM - IATA : GWY) si trova nella città di Carnmore, 9 km a est di Galway, in Irlanda. Negli ultimi anni il numero di passeggeri è aumentato di oltre 220.000 passeggeri nel 2006, anche grazie ai voli charter.

## Trasporti
L'aeroporto è raggiungibile con 3 autobus giornalieri che partono dal centro della città.